# Pizza Syndicate
Pizza Syndicate (Eigenschreibweise: Pizza $yndicate, in Nordamerika durch Activision als Fast Food Tycoon) ist eine Wirtschaftssimulation, die von Software 2000 entwickelt wurde und 1999 für Microsoft Windows veröffentlicht wurde. Noch im selben Jahr erschien die Computerspiel-Erweiterung Pizza Syndicate: Mission CD - Mehr Biss exklusiv für den deutschsprachigen Markt. Mit Pizza Connection lieferte der Entwickler fünf Jahre zuvor ein konzeptionell ähnliches Spiel.

## Spielprinzip
Gespielt wird im Einzelspieler gegen bis zu fünf Computergegner. In insgesamt 17 Missionen gilt es, die Marktführung mit einer Pizza-Restaurantkette zu erlangen. Die Tätigkeitsbereiche Immobilienerwerb, Inneneinrichtung, Werbung und Marktforschung, Zutateneinkauf und Rezepterstellung können dabei auf Wunsch an den Computer delegiert werden. Das Personal besteht aus 20 verschiedenen Charakteren, die auf Lehrgängen geschult werden können. Simuliert werden pro Stadt 100 potenzielle Kunden mit eigenen Vorlieben und Abneigungen, die zu Zielgruppen gehören und potenziell Stammgast werden können. Insgesamt 20 internationale Metropolen mit eigenen Gebäudetypen und charakteristischen Wahrzeichen sowie eigener Musikuntermalung bilden die Kulisse.

## Rezeption
Joachim Nettelbeck von Power Play gefiel, dass das Spiel sehr viele Freiräume in Bezug auf die Spielweise zuließ. Thomas Werner von PC Player hielt dem Entwickler hoch, dass er das sonst trockene Genre Wirtschaftssimulation unterhaltsam aufbereite. Es sei grafisch unspektakulär, aber auch witzig. Das komplexe Spiel werde übersichtlich dargestellt. Sein Kollege Manfred Duy meinte, dass die Einzelteile des Spielprinzips für sich nicht aufregend seien, aber in Summe ein größeres Ganzes ergeben. Verglichen mit Gangsters: Organisiertes Verbrechen sei die Animationsqualität jedoch niedrig. Eine Möglichkeit zur Zeitbeschleunigung fehle. Thomas Werner von PC Joker bezeichnete Pizza Syndicate als originell, vermisste jedoch einen Mehrspielermodus. Christian Sauerteig von PC Action bemerkte, dass der Schwierigkeitsgrad in der Kampagne sehr hoch sei. Im Spiel erleichtere die ausführliche Hilfsfunktion die Navigation. Sein Kollege Christian Bigge empfand die zahlreichen Optionen und die kleinteiligen Aufgaben als störend. Das Menü sei überladen. Petra Maueröder urteilte, dass es die Stärken von Quasivorgänger Pizza Connection beibehielt und dessen Schwächen größtenteils gerade rücke.